# أميرة فتحي
أميرة فتحي (28 ديسمبر 1974 -)، ممثلة مصرية.

## عن حياتها
بدأت حياتها كممثلة إعلانات وعارضة أزياء، وحازت على شهرة بعد أن ظهرت كموديل في فيديو كليب أغنية «إفرض» للمطرب المصري حكيم.

## التعليم
حاصلة على بكالوريوس السياحة والفنادق قسم إرشاد سياحي. وحصلت علي الدكتوراه الفخريه من الجامعة الأمريكية بالقاهرة في مصر بعام 2023.

## أعمالها

### الأفلام
- 2009: ابقى قابلني[2]
- 2007: حين ميسرة
- 2006: صباحو كدب
- 2006: علاقات خاصة
- 2006: ظاظا
- 2006: الفرقة 16 إجرام
- 2005: بحبك وبموت فيك
- 2001: اللبيس
- 2001: لو كان ده حلم
- 2000: فرقة بنات وبس
- 2000: بهاريز
- 1999: الكافير
- 1998: صعيدي في الجامعة الأمريكية
- 1998: بيتزا بيتزا

### المسلسلات
- 2015: ألوان الطيف[3]
- 2012: ابن النظام
- 2009: سر السعادة
- 2009: الهروب من الغرب
- 2009: هدوء نسبي
- 2008: بنات في الثلاثين
- 2008: الفنار
- 2007: حق مشروع
- 2003: آخر المشوار
- 1997: القنفد

### برامج تلفزيونية
- 2008: برنامج دارك (ضيفة) [4]

## روابط خارجية
- أميرة فتحي على موقع IMDb (الإنجليزية)
- أميرة فتحي على موقع الدهليز
- أميرة فتحي على موقع قاعدة بيانات الأفلام العربية
- أميرة فتحي على موقع قاعدة بيانات الفيلم (الإنجليزية)